# Cleocnemis
Genre
Synonymes
- Berlandiella Mello-Leitão, 1929
- Metacleocnemis Mello-Leitão, 1929

Cleocnemis est un genre d'araignées aranéomorphes de la famille des Philodromidae.

## Distribution
Les espèces de ce genre se rencontrent au Brésil et en Argentine.

## Liste des espèces
Selon World Spider Catalog (version 23.5, 15/09/2022) :
- Cleocnemis heteropoda Simon, 1886
- Cleocnemis insignis (Mello-Leitão, 1929)
- Cleocnemis lanceolata Mello-Leitão, 1929
- Cleocnemis magna (Mello-Leitão, 1929)
- Cleocnemis mutilata (Mello-Leitão, 1917)
- Cleocnemis querencia (Lise & Silva, 2011)
- Cleocnemis robertae (Lise & Silva, 2011)
- Cleocnemis zabele (Pantoja, Drago-Bisneto & Saturnino, 2020)

## Systématique et taxinomie
Ce genre a été décrit par Simon en 1886 dans les Thomisidae. Il est placé dans les Philodromidae par Homann en 1975.
Berlandiella et Metacleocnemis ont été placés en synonymie par Prado, Baptista, Schinelli et Takiya en 2022.

## Publication originale
- Simon, 1886 : « Espèces et genres nouveaux de la famille des Thomisidae. » Actes de la Société linnéenne de Bordeaux, vol. 40, p. 167-187 (texte intégral).